# Ickten

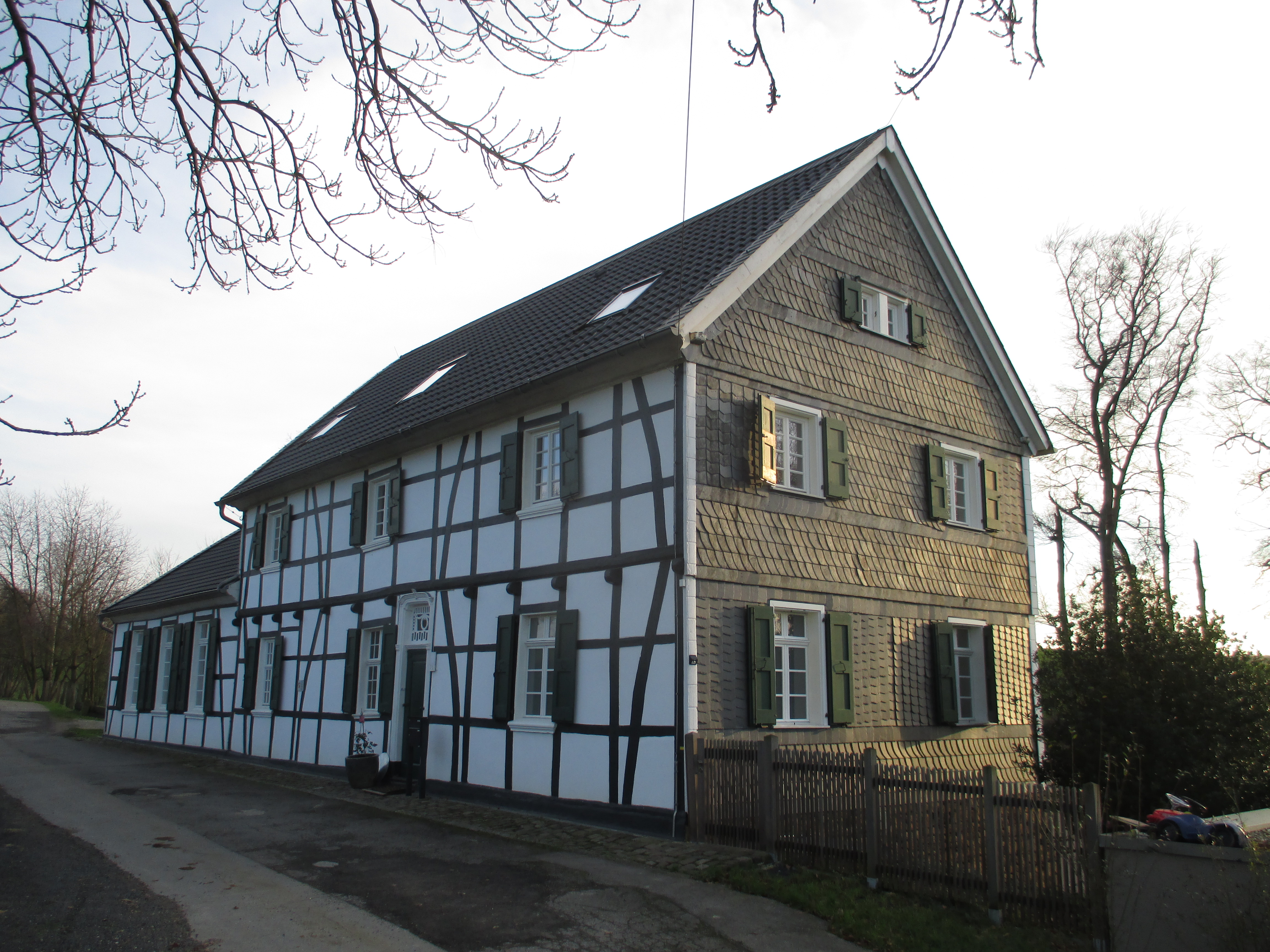
Ehemalige Icktener Schule am Rombecker Weg, erbaut 1797

Ickten ist eine ehemalige Honnschaft, die heute zum einen ein Ortsteil von Mülheim an der Ruhr, zum anderen ein Ortsteil von Essen-Kettwig ist. Er liegt nördlich der Ruhr und nahe der A 52, die hier über die Ruhrtalbrücke führt. Ein Autobahnparkplatz ist nach dem Ortsteil benannt.

## Geschichte
Der Name Ickten stammt vermutlich von einem Fronhof, der in alten Schriften mit dem Namen Ickete auftaucht. Im Jahr 1350 werden die Icktener Höfe in der Icktener Mark genannt.
Ickten gehörte bis 1875, zusammen mit Bredeney, Roßkothen und Schuir, zur Gemeinde Vierhonnschaften im damaligen Landkreis Essen in der preußischen Rheinprovinz. Diese wurde 1875 aufgelöst, so dass aus Ickten mit Roßkothen und Umstand die Gemeinde Dreihonnschaften gebildet wurde. 1927 wurden die Bürgermeistereien in der Rheinprovinz zu Ämtern. Das Amt Kettwig-Land bestand aus der Gemeinde Dreihonnschaften, zu der eben Ickten gehörte.
Zum 1. August 1929 fand im Ruhrgebiet eine kommunale Neugliederung mit dem Ziel statt, große und leistungsfähige Städte und Kreise zu schaffen, die Jahrzehnte Bestand haben sollten. Dabei wurde das landwirtschaftlich geprägte Ickten, das knapp 200 Einwohner umfasste, zu einem großen Teil zusammen mit Selbeck nach Mülheim an der Ruhr eingemeindet. Heute gehört dieser Teil Icktens zum Mülheimer Stadtteil Menden-Holthausen.
Der andere Teil Icktens kam 1929 zu Kettwig und damit innerhalb einer weiteren Gebietsreform 1975 zur Stadt Essen. Er besitzt im Gegensatz zum ländlich geprägten Mülheimer Teil seit den 1930er Jahren umfassende Wohnbebauung.▼
Zu den Gewässern zählt der Zinsbach, der in die Rossenbeck mündet.